# Ryan Griffiths
Ryan Griffiths (n. 21 august 1981, Sydney, Noul Wales de Sud, Australia) este un fotbalist australian care joacă în prezent la echipa Beijing Guoan din Campionatul Chieni. A jucat în România pentru echipele FC Național și Rapid București. Frații săi, gemenii Joel și Adam, sunt de asemenea fotbaliști profesioniști.